# Ternitz
Die Stadtgemeinde Ternitz ist mit 14.697 Einwohnern (Stand 1. Jänner 2025) die bevölkerungsreichste und mit einer Gesamtfläche von 65,34 km² die flächenmäßig fünftgrößte Gemeinde im Bezirk Neunkirchen in Niederösterreich.

## Geografie

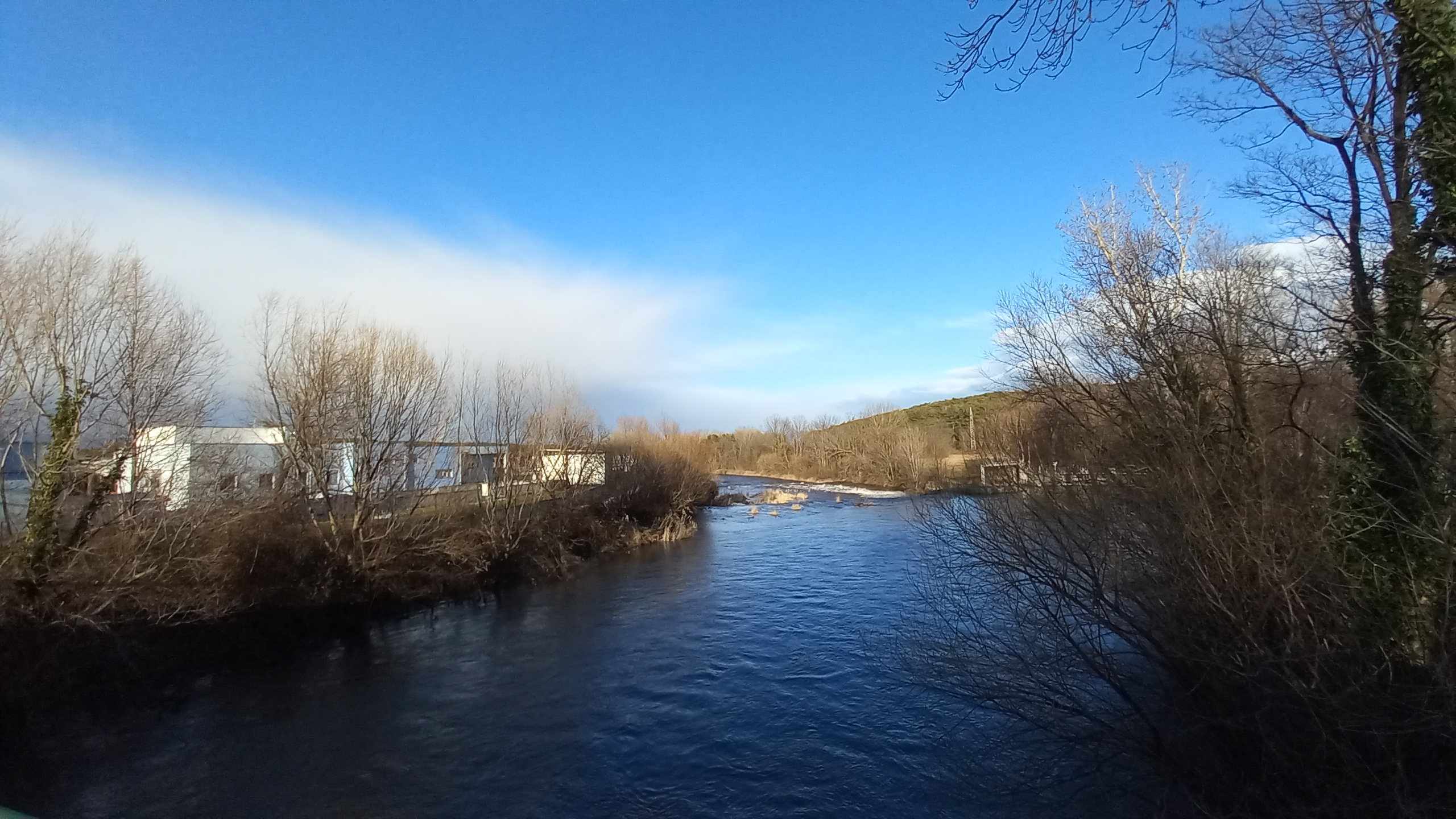
Die Schwarza in Ternitz

Ternitz liegt im unteren Schwarzatal am Beginn des Steinfeldes (Trockene Ebene) im Industrieviertel (auch Viertel unter dem Wienerwald) in Niederösterreich. Mit der Gösing-Hochberg-Gruppe, die zugleich auch mit 898 m der höchste Punkt der Gemeinde ist, bildet das Gemeindegebiet von Ternitz die nördliche Umgrenzung der Buckligen Welt am Alpenostrand. Hauptfluss ist die Schwarza, die das Gemeindegebiet in West-Ost-Richtung durchfließt. Im Streckenverlauf des Ortsteiles Pottschach ist der Fluss die Grenze zum Gemeindegebiet von Wimpassing im Schwarzatale. Entlang der Schwarza verläuft durch Ternitz (Dunkelstein, Blindendorf, Pottschach und Putzmannsdorf) die Schwarzatal-Radroute, welche Lanzenkirchen mit Reichenau an der Rax verbindet.

### Flächenbilanz
Das gesamte Ternitzer Stadtgebiet erstreckt sich über eine Fläche von 65,34 km² (6539 ha). Von dieser Gesamtfläche entfallen 56,6 % (3700 ha) auf Waldgebiete, 29,1 % oder 1902 ha auf landwirtschaftlich genutzte Flächen (Äcker, Wiesen und Hutweiden) und 1,7 % werden als Baufläche ausgewiesen. Der Grünflächenanteil beträgt insgesamt über 91 %.

### Gemeindegliederung
| Katastralgemeinden | Ortschaften in der Gemeinde |
| --- | --- |
| Dunkelstein (5,04 km²) Flatz (8,74 km²) Holzweg (0,75 km²) Mahrersdorf (2,16 km²) Pottschach (6,15 km²) Putzmannsdorf (1,34 km²) Raglitz (7,05 km²) Rohrbach am Steinfelde (3,43 km²) Sieding (24,20 km²) St. Johann am Steinfelde (6,50 km²) | Flatz (D) · Gadenweith (W) · Gutenmann (W) · Holzweg (R) · Pottschach (Stt) · Putzmannsdorf (Stt) · Raglitz (D) Auerfeld (R) Nußdorf (R) Steinbruch (R) Tiefental (R) Reith (R) · Sieding (D) Krößbach (R) St. Lorenzen am Steinfelde (D) · Stixenstein (R) · Ternitz (Stt) Blindendorf (Stt) Döppling (D) Dunkelstein (Stt) Hintenburg (D) Mahrersdorf (D) Neu-Mahrersdorf (R) Rohrbach am Steinfelde (Stt) Spinnerei Rohrbach (Hgr) St. Johann am Steinfelde (Stt) Urbanhof (Hgr) Thann (D) |
| Legende | |

| In der Spalte Katastralgemeinden sind sämtliche Katastralgemeinden einer Gemeinde angeführt. In der Klammer ist die jeweilige Fläche in km² angegeben. |
| In der Spalte Ortschaften sind sämtliche von der Statistik Austria erfassten Siedlungen, die auch eine eigene Ortschaftskennziffer aufweisen, angeführt. In der Hierarchieebene derselben Spalte, rechts eingerückt, werden nur Ansiedlungen, die mindestens aus mehreren Häusern bestehen, dargestellt. Die wichtigsten der verwendeten Abkürzungen sind: - M = Hauptort der Gemeinde - Stt = Stadtteil - R = Rotte - W = Weiler - D = Dorf - ZH = Zerstreute Häuser - Sdlg = Siedlung - Hgr = Häusergruppe - E = Einzelgehöft (nur wenn sie eine eigene Ortschaftskennziffer haben) Die komplette Liste der Statistik Austria ist in: Topographische Siedlungskennzeichnung nach STAT Zu beachten ist, dass manche Orte unterschiedliche Schreibweisen haben können. So können sich Katastralgemeinden anders schreiben als gleichnamige Ortschaften bzw. Gemeinden. Quelle: Statistik Austria – |

## Nachbargemeinden
| Puchberg am Schneeberg   | Schrattenbach                               | Würflach                                   |
| Prigglitz Bürg-Vöstenhof | Kompassrose, die auf Nachbargemeinden zeigt | Neunkirchen                                |
| Buchbach, Enzenreith     | Grafenbach-Sankt Valentin                   | Wartmannstetten Wimpassing im Schwarzatale |

## Geschichte
Der Name „Ternitz“ wird 1352 das erste Mal als Flurname urkundlich erwähnt (für den Tehannts, Urbar von St. Lorenzen).
Das Zentrum des heutigen Ternitz dürfte schon im Mittelalter dicht besiedelt gewesen sein, auch die Dammreste des Thomb zeugen von dieser Zeit. Es verödete im Laufe der Jahrhunderte, bis es im 19. Jahrhundert Belebung durch die Verlängerung der Südbahn 1842 (Bahnhof Ternitz 1847) und durch die Errichtung eines Hammerwerkes 1846 durch Franz Müller erfuhr. 1862 kaufte Alexander von Schoeller die Fabrik vom damaligen Besitzer Reichenbach und gründete vier Jahre später die Ternitzer Eisen- und Stahlwerke (→ Schoeller-Bleckmann Stahlwerke). Durch die Ansiedelung der Stahlindustrie entstanden Arbeitersiedlungen und die Bevölkerung wuchs stetig, bald arbeiteten über 1000 Menschen im Werk.
Das Ternitzer Siedlungsgebiet lag auf den Gebieten der Gemeinden St. Johann am Steinfeld, Dunkelstein und Rohrbach am Steinfeld. 1923 erfolgte die Zusammenlegung dieser drei Orte zur Gemeinde Ternitz. 1948 wurde Ternitz zur Stadt erhoben. 1969 vereinigten sich die Gemeinden Flatz und Sieding mit Ternitz und 1974 erfolgt die Zusammenlegung der Gemeinden Pottschach und Raglitz mit der Stadtgemeinde Ternitz.

## Bevölkerung

### Bevölkerungsentwicklung
| Ternitz: Einwohnerzahlen von 1869 bis 2025          | Ternitz: Einwohnerzahlen von 1869 bis 2025 | Ternitz: Einwohnerzahlen von 1869 bis 2025 | Ternitz: Einwohnerzahlen von 1869 bis 2025 | Ternitz: Einwohnerzahlen von 1869 bis 2025 |
| --------------------------------------------------- | ------------------------------------------ | ------------------------------------------ | ------------------------------------------ | ------------------------------------------ |
| Jahr                                                |                                            |                                            |                                            | Einwohner                                  |
| 1869                                                | 1869                                       |                                            | 4.509                                      | 4.509                                      |
| 1880                                                | 1880                                       |                                            | 6.179                                      | 6.179                                      |
| 1890                                                | 1890                                       |                                            | 7.286                                      | 7.286                                      |
| 1900                                                | 1900                                       |                                            | 9.263                                      | 9.263                                      |
| 1910                                                | 1910                                       |                                            | 11.285                                     | 11.285                                     |
| 1923                                                | 1923                                       |                                            | 12.489                                     | 12.489                                     |
| 1934                                                | 1934                                       |                                            | 12.775                                     | 12.775                                     |
| 1939                                                | 1939                                       |                                            | 12.874                                     | 12.874                                     |
| 1951                                                | 1951                                       |                                            | 14.523                                     | 14.523                                     |
| 1961                                                | 1961                                       |                                            | 15.569                                     | 15.569                                     |
| 1971                                                | 1971                                       |                                            | 16.515                                     | 16.515                                     |
| 1981                                                | 1981                                       |                                            | 16.104                                     | 16.104                                     |
| 1991                                                | 1991                                       |                                            | 15.438                                     | 15.438                                     |
| 2001                                                | 2001                                       |                                            | 15.231                                     | 15.231                                     |
| 2011                                                | 2011                                       |                                            | 14.797                                     | 14.797                                     |
| 2021                                                | 2021                                       |                                            | 14.725                                     | 14.725                                     |
| 2025                                                | 2025                                       |                                            | 14.697                                     | 14.697                                     |
| Quelle(n): Statistik Austria, Gebietsstand 1.1.2021 |                                            |                                            |                                            |                                            |

Die Bevölkerung der Stadt verteilt sich nahezu gleichmäßig auf Frauen und Männer. Während bei der Volkszählung im Jahr 2001 7918 weibliche Einwohner (52 %) gezählt wurden, kam der männliche Teil der Bevölkerung auf 7314 (48 %). In derselben Volkszählung wurde erhoben, dass 92,3 % der Einwohner die Österreichische Staatsbürgerschaft besitzen.

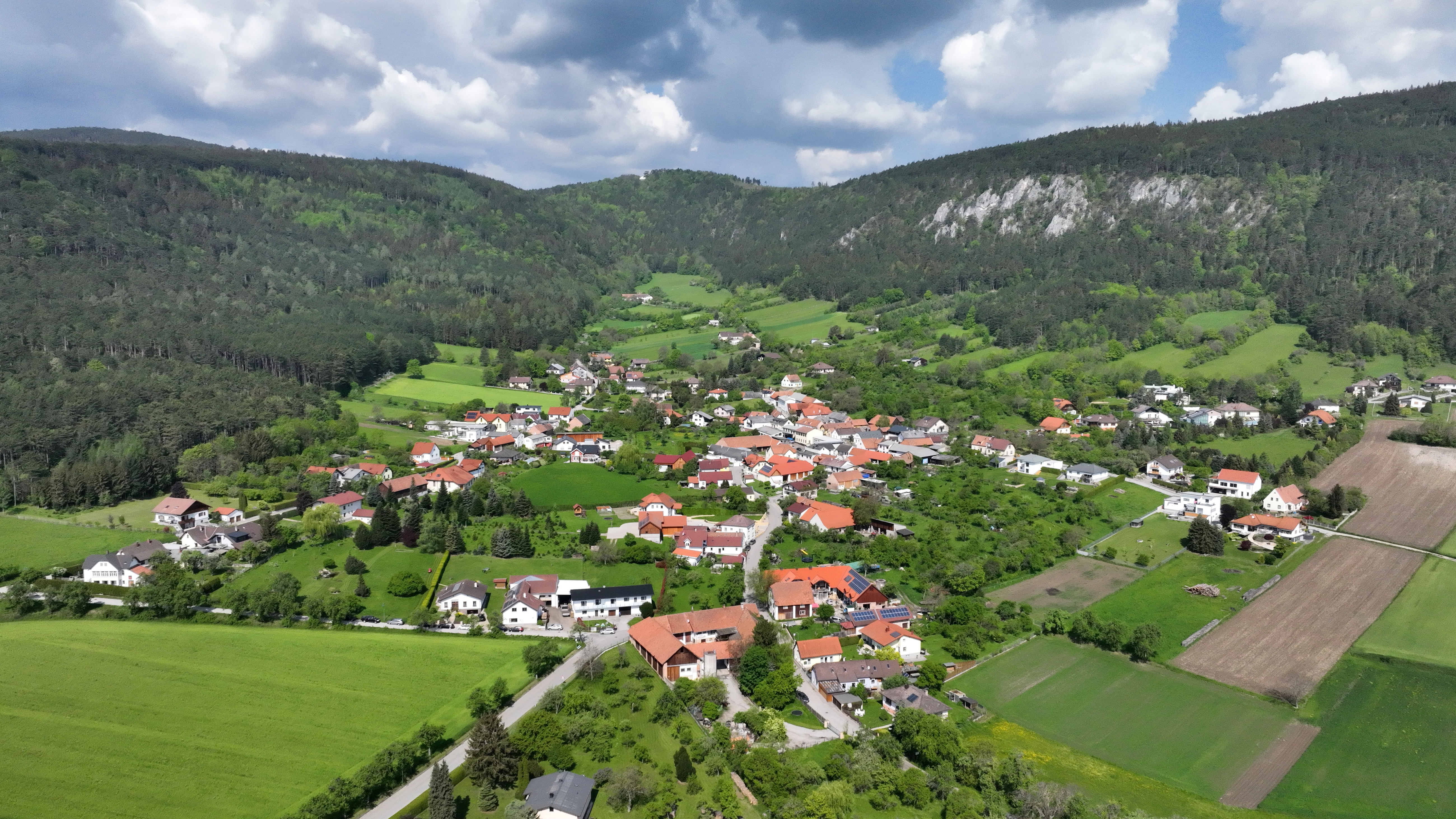
Die Ortschaft Flatz mit der Flatzer Wand im Hintergrund

| Einwohner nach Ortschaften                                                     | Einwohner nach Ortschaften |
| Ortschaft                                                                      | Einwohner                  |
| ------------------------------------------------------------------------------ | -------------------------- |
| Flatz                                                                          | 282                        |
| Gadenweith                                                                     | 14                         |
| Gutenmann                                                                      | 6                          |
| Holzweg                                                                        | 26                         |
| Pottschach                                                                     | 4858                       |
| Putzmannsdorf                                                                  | 977                        |
| Raglitz                                                                        | 586                        |
| Reith                                                                          | 38                         |
| St. Lorenzen am Steinfelde                                                     | 62                         |
| Sieding                                                                        | 373                        |
| Stixenstein                                                                    | 18                         |
| Ternitz                                                                        | 7395                       |
| Thann                                                                          | 62                         |
| Quelle: STATISTIK AUSTRIA, Wohnbevölkerung nach Ortschaft Stand 1. Jänner 2025 |                            |

### Religion
Zur römisch-katholischen Kirche bekannten sich 62,6 % der Ternitzer (Niederösterreich 79, 3 %), weitere 4,6 % waren evangelischen Glaubensbekenntnisses (NÖ 3,3 %) und 0,6 % gehörten einer christlich-orthodoxen Kirche an. Die zweitgrößte Glaubensgruppe stellte jene des Islam dar. Im Jahr 2001 waren 9,4 % der Einwohner von Ternitz Muslime (Niederösterreich 3,2 %), nur fünf Bürger waren jüdischen Glaubens. Ohne Bekenntnis waren 20,5 % der Bevölkerung (NÖ 10,8 %).

## Politik
Der Gemeinderat hat 37 Mitglieder.

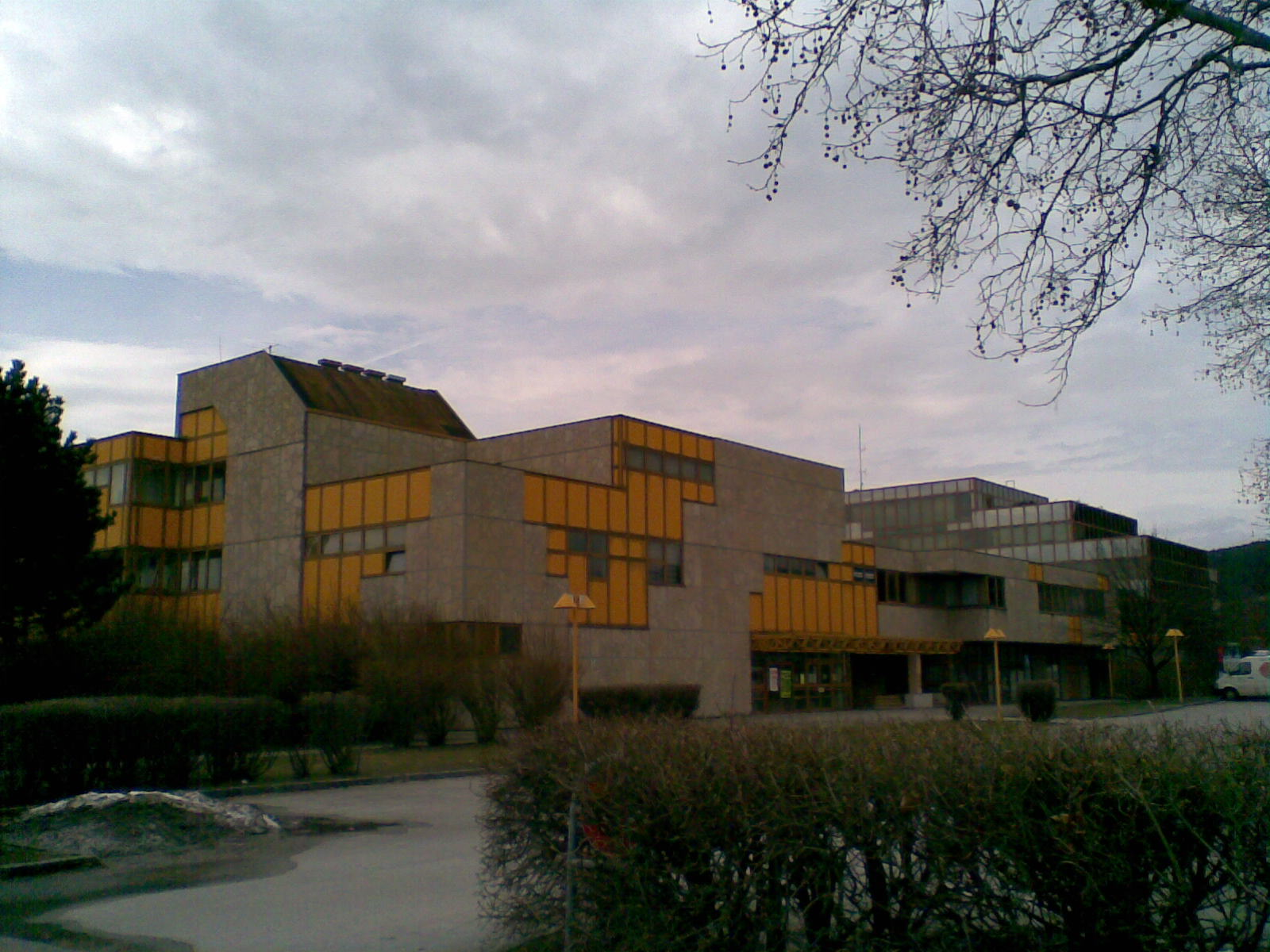
Stadtzentrum mit Gemeindeverwaltung

Ternitz im Schwarzatal, um 1873 (Aufnahmeblatt der 3. Landesaufnahme)

- Mit den Gemeinderatswahlen in Niederösterreich 1990 hatte der Gemeinderat folgende Verteilung: 24 SPÖ, 6 ÖVP, 3 Grüne, 2 KPÖ, und 2 FPÖ.
- Mit den Gemeinderatswahlen in Niederösterreich 1995 hatte der Gemeinderat folgende Verteilung: 24 SPÖ, 5 ÖVP, 5 FPÖ, 2 Grüne, und 1 Unabhängiges Forum Bürger für Bürger.[6]
- Mit den Gemeinderatswahlen in Niederösterreich 2000 hatte der Gemeinderat folgende Verteilung: 27 SPÖ, 5 ÖVP, 3 FPÖ, und 2 Grüne.[7]
- Mit den Gemeinderatswahlen in Niederösterreich 2005 hatte der Gemeinderat folgende Verteilung: 28 SPÖ, 6 ÖVP, 2 Grüne, und 1 FPÖ.[8]
- Mit den Gemeinderatswahlen in Niederösterreich 2010 hatte der Gemeinderat folgende Verteilung: 26 SPÖ, 5 ÖVP, 4 FPÖ, 1 Grüne, und 1 Alternative Liste Ternitz.[9]
- Mit den Gemeinderatswahlen in Niederösterreich 2015 hatte der Gemeinderat folgende Verteilung: 26 SPÖ, 4 ÖVP, 4 FPÖ, 2 Neos, und 1 Grüne.[10]
- Mit den Gemeinderatswahlen in Niederösterreich 2020 hatte der Gemeinderat folgende Verteilung: 26 SPÖ, 5 ÖVP, 3 FPÖ, 2 NEOS und 1 Bürgerliste Ternitz.[11]
- Mit den Gemeinderatswahlen in Niederösterreich 2025 hat der Gemeinderat folgende Verteilung: 25 SPÖ, 6 FPÖ, 3 ÖVP, 2 NEOS und 1 Grüne.[12]

Bürgermeister
| Amtszeit  | Name                             | Bild |
| --------- | -------------------------------- | ---- |
| 1923–1932 | Josef Wochesländer               |      |
| 1932–1934 | Johann Wegscheider               |      |
| 1934–1934 | Lorenz Reiterer (Gemeindewalter) |      |
| 1934–1938 | Josef Spieß                      |      |
| 1938–1938 | Josef Scherz (kommissionell)     |      |
| 1938–1944 | Anton Raaber                     |      |
| 1944–1945 | Andreas Schwarzer                |      |
| 1945–1945 | Johann Brenner                   |      |
| 1945–1945 | Franz Paar                       |      |
| 1945–1956 | Franz Dinhobl                    |      |
| 1956–1965 | Johann Wegscheider               |      |
| 1965–1973 | Karl Holoubek                    |      |
| 1973–1974 | Robert Binder                    |      |
| 1974–1993 | Franz Samwald (SPÖ)              |      |
| 1993–2004 | Werner Feurer (SPÖ)              |      |
| 2004–2024 | Rupert Dworak (SPÖ)              |      |
| seit 2024 | Christian Samwald (SPÖ)          |      |

Ende März 2024 gab Rupert Dworak seinen Rückzug als Bürgermeister mit 11. Mai 2024 bekannt. Als dessen Nachfolger wurde Christian Samwald designiert und am 21. Mai 2024 einstimmig zum Bürgermeister gewählt.
Stadtrat
Der Ternitzer Stadtrat setzt sich aus 10 Stadträten (ohne Bürgermeister und Vizebürgermeister) zusammen. Diese sind, abgesehen vom Bürgermeister, nebenberufliche Politiker. Nach den Gemeinderatswahlen 2010 gewann die FPÖ ihr Anrecht auf einen Vertreter im Stadtrat zurück und die SPÖ verlor einen ihrer Stadtratsposten. Derzeit sind im Stadtrat acht Mitglieder der SPÖ und je ein Mitglied der ÖVP und der FPÖ. Grüne und NEOS sind nicht im Stadtrat vertreten. Die Sozialdemokraten stellen dabei sowohl den Bürgermeister als auch den Vizebürgermeister.

## Kultur und Sehenswürdigkeiten

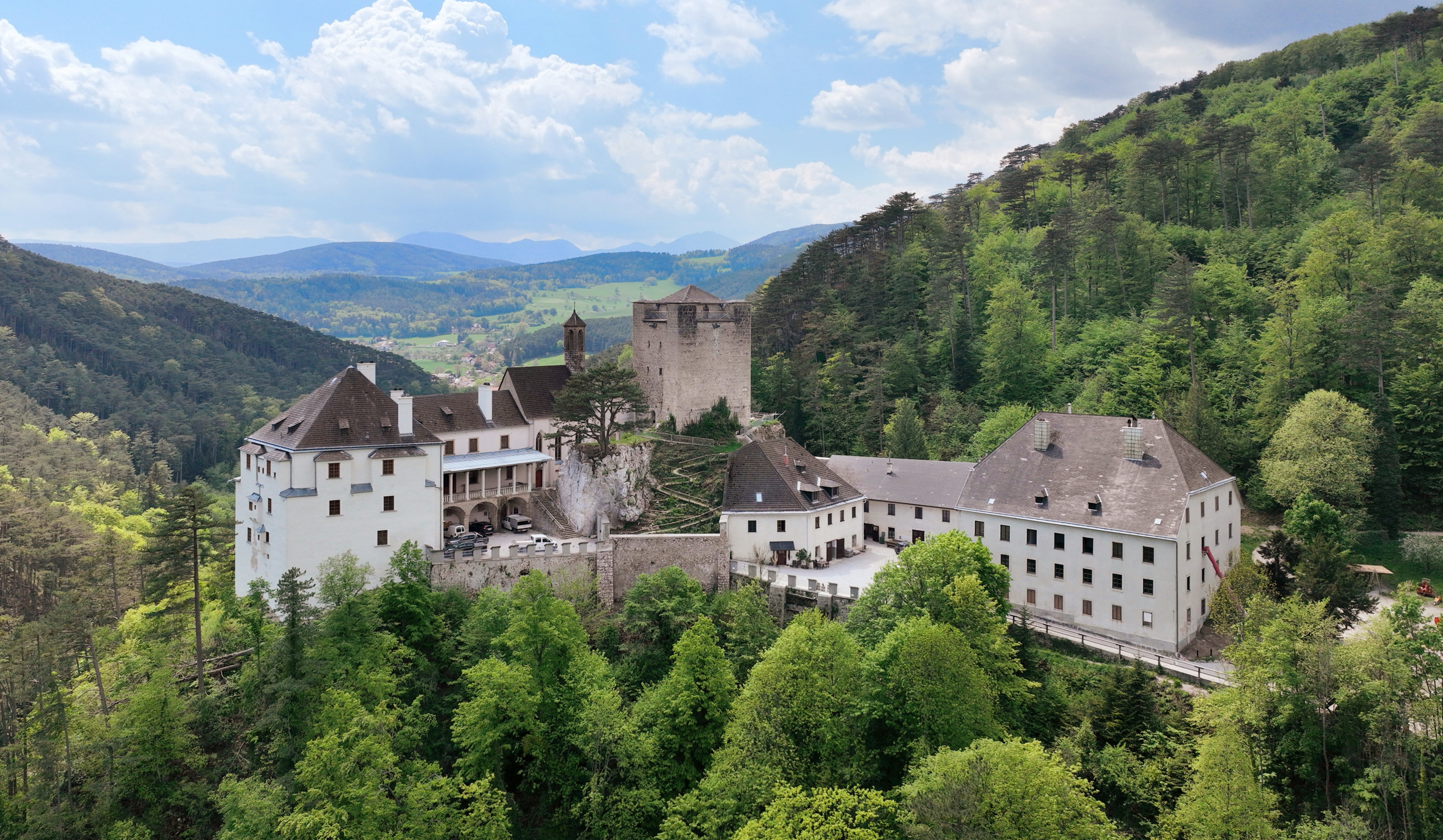
Burg Stixenstein

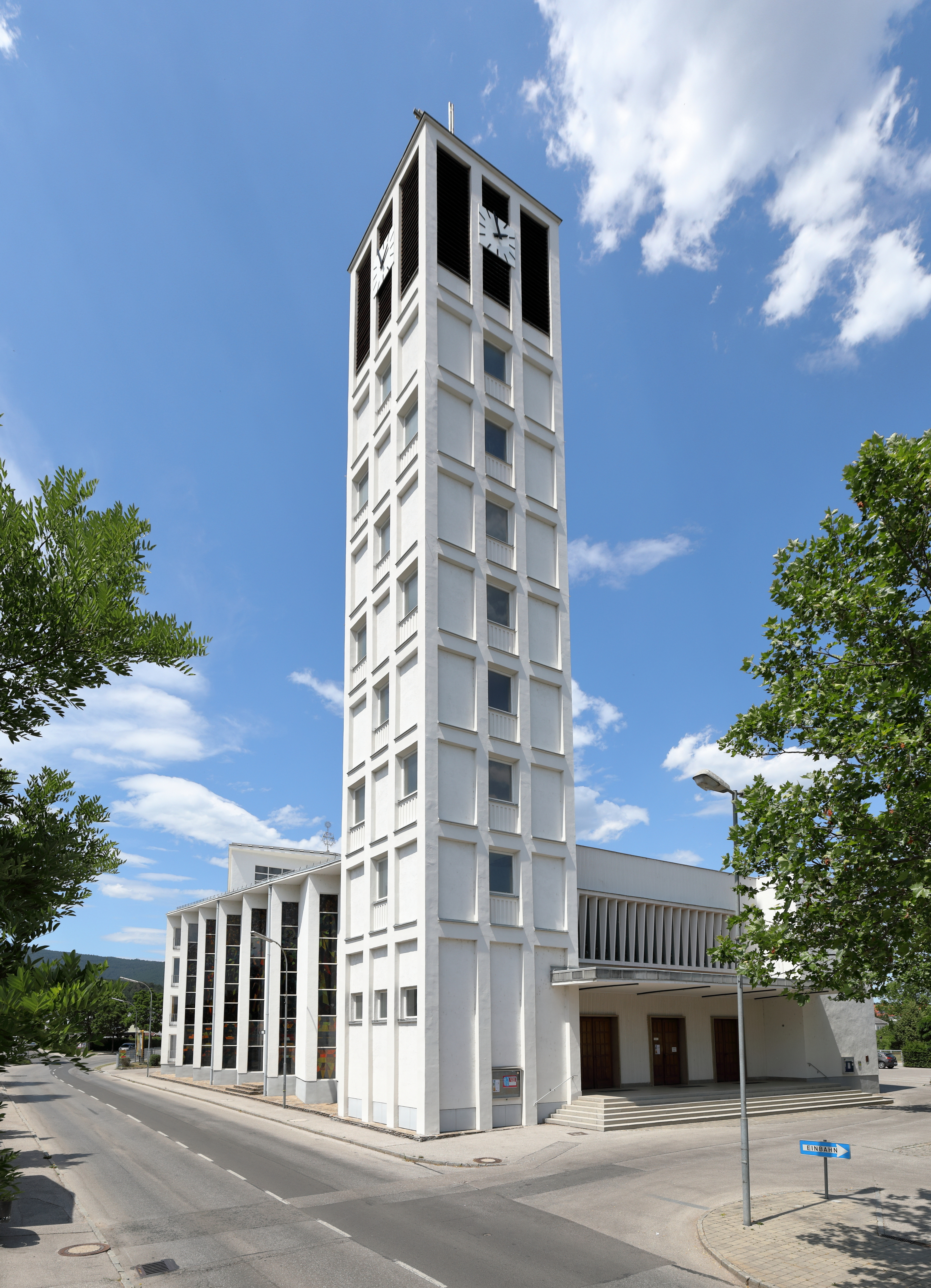
Stadtpfarrkirche Ternitz

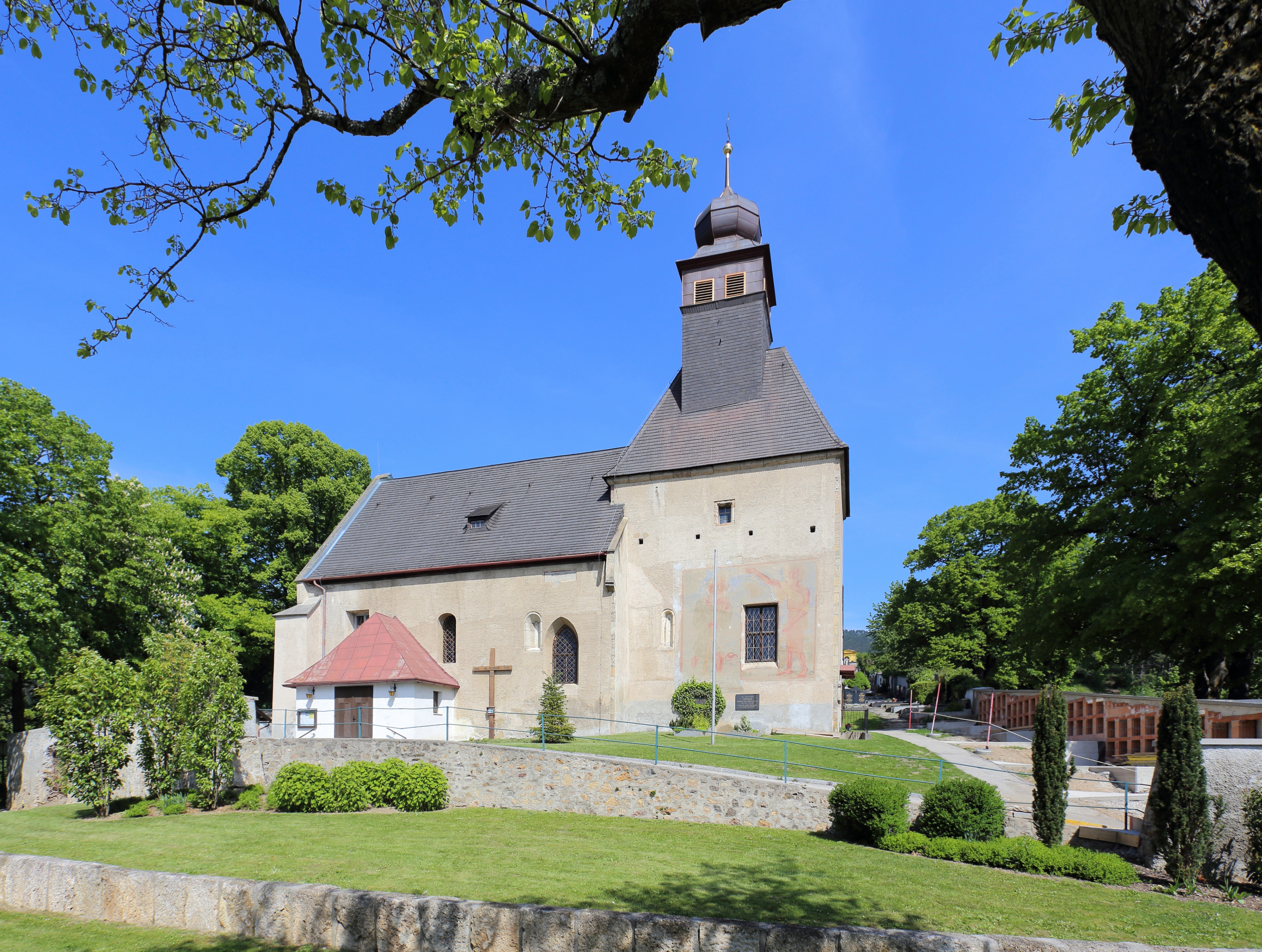
Pfarrkirche St. Johann am Steinfelde

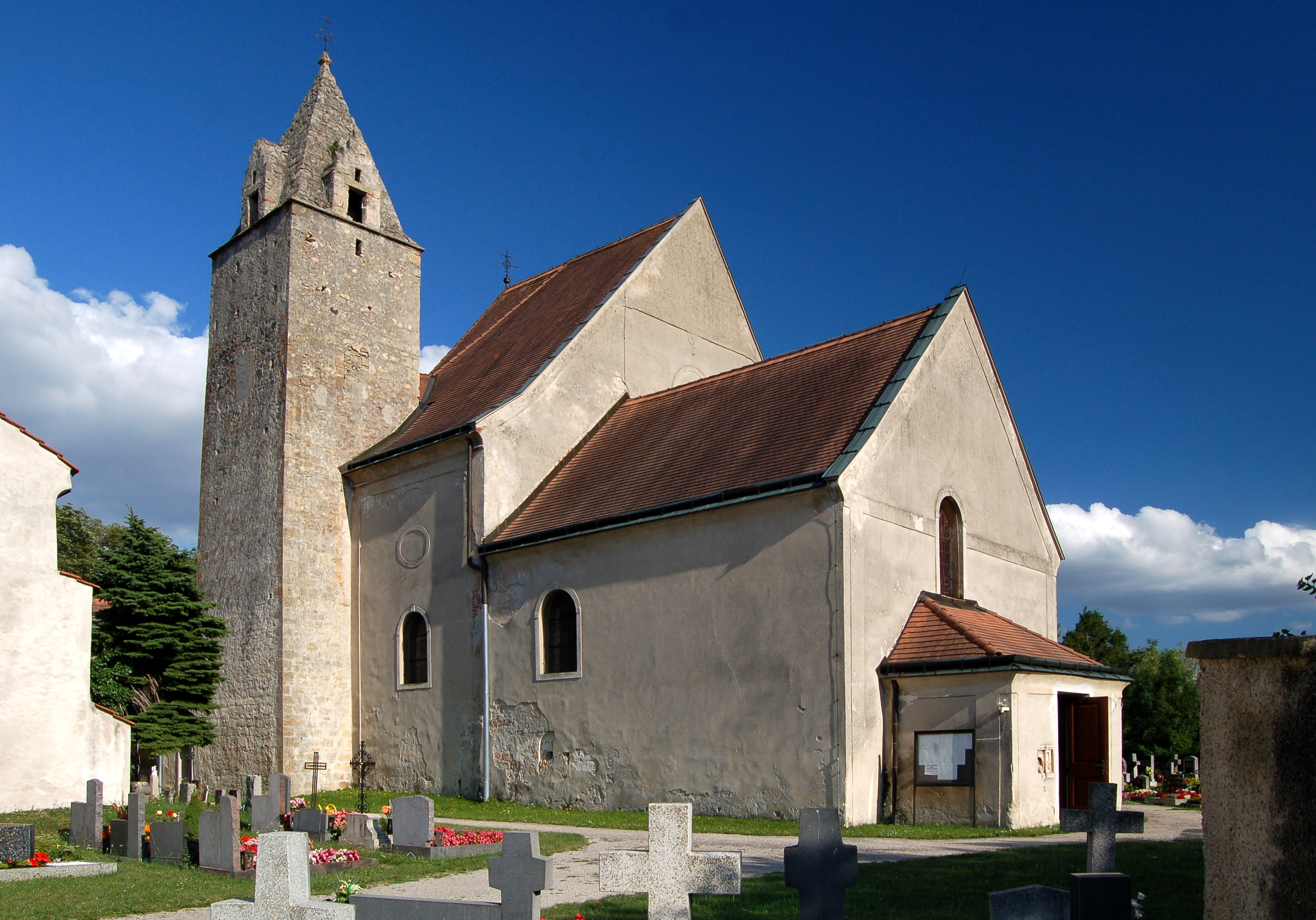
Pfarrkirche St. Lorenzen am Steinfeld

- Burg Stixenstein: Die teilweise öffentlich zugängliche Burg ist im Besitz der Stadt Wien und an den „Verein der Freunde des Schlosses Stixenstein“ verpachtet. Das Gebäude wird für Theateraufführungen, Konzerte und Ausstellungen genutzt und kann auch für private Feste gemietet werden. Der ehemalige große Speicherbau in der Vorburg wird von der Forstverwaltung der Stadt Wien zu Wirtschaftszwecken genutzt.
- Ruine Dunkelstein: ist eine Burg des 11. Jahrhunderts auf dem Petersberg die in den 1990er Jahren von Archäologen der Universität Wien ausgegraben und wissenschaftlich untersucht wurde. Das Grabungsgelände wurde nach Abschluss der Untersuchungen in einen archäologischen Park umgestaltet. Infotafeln klären die Besucher umfassend über die Ergebnisse der Ausgrabungen auf.
- Stadtpfarrkirche Ternitz: Diese denkmalgeschützte Herz-Jesu-Kirche am Theodor-Körner-Platz wurde 1959 nach Plänen des Architekten Josef Vytiska errichtet. Sie befindet sich in unmittelbarer Nähe zur Stadthalle, einer Mehrzweckhalle in Stahlbetonkonstruktion mit Holzbinder und Aluminiumdach (Planung von Roland Rainer).
- Pfarrkirche St. Johann am Steinfeld: In St. Johann am Steinfelde auf einem Hang am nördlichen Ortsrand von einem Friedhof umgeben. Das spätromanische Langhaus wurde Anfang des 16. Jahrhunderts spätgotisch eingewölbt. Den frühgotischen Rechteckchor aus dem dritten Viertel des 13. Jahrhunderts baute man im 15. Jahrhundert zu einem Turm aus. Der hölzerne Dachreiter mit Zwiebelhelm stammt aus dem 18. Jahrhundert. An der Südwand des Turmes befindet sich eine monumentale Wandmalerei. Im Inneren sind bemerkenswerte gotische Wandmalereien aus unterschiedlichen Phasen freigelegt. Die Einrichtung ist vorwiegend im barocken Stil.[15]
- Pfarrkirche hl. Dionysius mit Wehrkirchhof in Pottschach
- Pfarrkirche St. Lorenzen am Steinfeld
- Expositurkirche Dunkelstein-Blindendorf
- Lukaskirche (Ternitz)
- Filialkirche Sieding Mariahilf
- Stahlstadtmuseum: Am Standort des ersten Postamtes von Ternitz wurde am 28. September 2001 das Stahlstadtmuseum Ternitz eröffnet. Zum Ziel, Geschichte lebendig zu erhalten, tragen sowohl die ehrenamtlichen Mitglieder des Museums als auch zahlreiche private Sammler bei. Verschiedene Sonderausstellungen zeigen das historische Ternitz und seine Ortsteile.
- Der Naturpark Sierningtal-Flatzer Wand liegt mit etwa der Hälfte seiner Fläche in den Europaschutzgebieten Nordöstliche Randalpen. Mit Verordnung der Landesregierung NÖ über die Landschaftsschutzgebiete vom 31. Januar 2006[16] wird der Naturpark Sierningtal-Flatzer Wand als Schutzzone ausgewiesen.

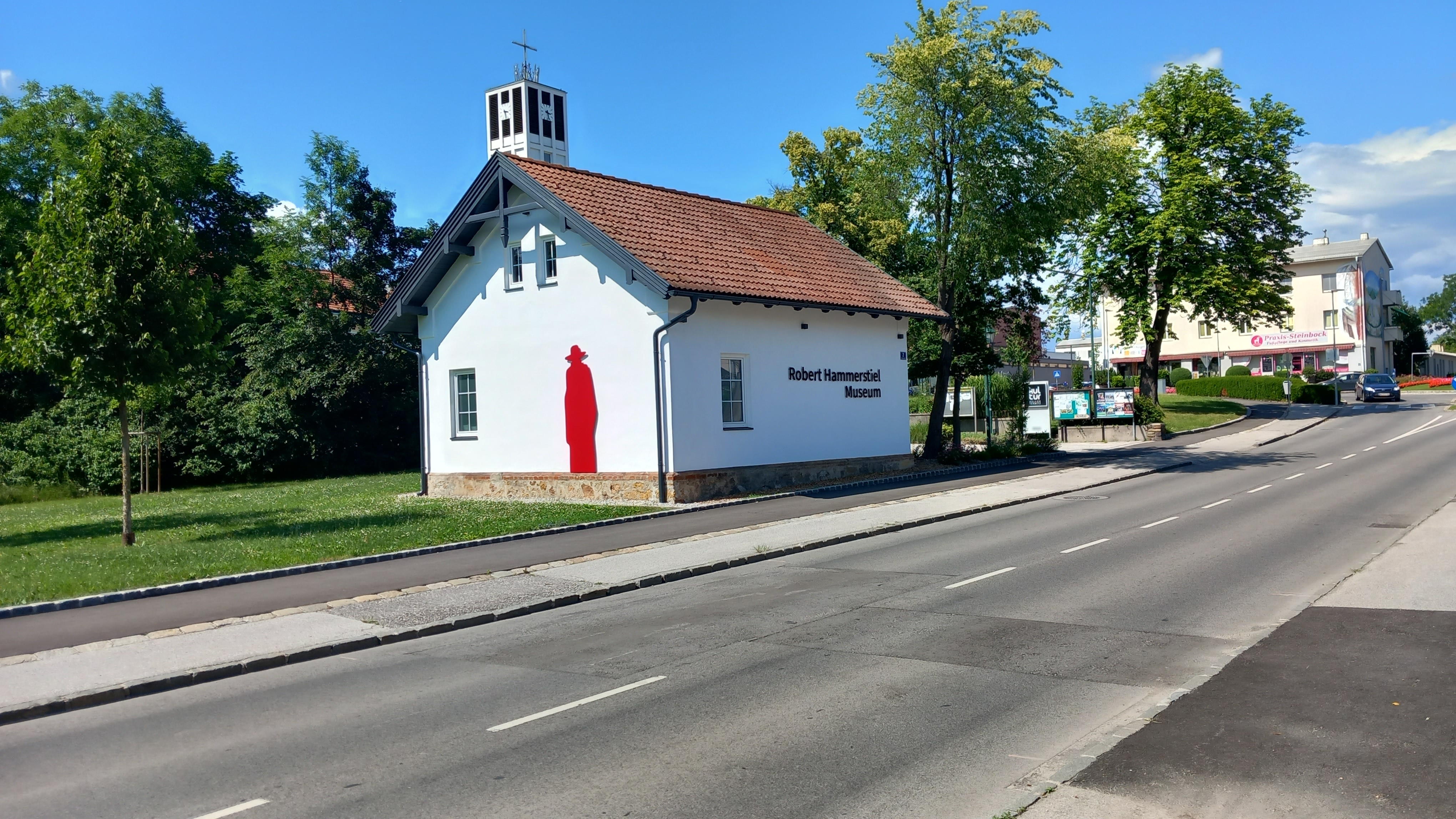
Das Robert Hammerstiel Museum in der Franz-Dinhobl-Straße

- Am 2. Juni 2023 wurde in Ternitz im Pförtnerhäuschen vor dem Herrenhaus das Robert-Hammerstiel-Museum mit ausgewählten Werken von Robert Hammerstiel sowie nachgebautem Atelier eröffnet.[17][18]
- Unter dem Titel Eiserne Seele wurden 2024 fünf Stahlkonstruktionen des Künstlers Aaron Beck auf einem Kunst-Parcours vom Herrenhaus bis zum Hochhaus errichtet.[19]
- Die I. Wiener Hochquellenleitung fließt durch Ternitz, im Stadtteil St. Johann am Steinfelde mündet außerdem der Zubringerzweig aus Stixenstein ein. Sichtbares Zeichen sind neben dem Aquädukt 10a und mehreren kleineren Auädukten die Einstiegstürme. Auf dem Stadtgebiet liegen die Einstiegstürme 10 bis 14 der Hauptleitung und 4 Einstiegstürme des Zubringerzweiges.

## Filme
- Ternitz ist der Hauptschauplatz des Kinofilms Ternitz, Tennessee (Österreich 2000; Regie: Mirjam Unger, Darsteller: Nina Proll, Sonja Romei und Gerald Votava).[20]
- 2021 entstanden für die ARD/ORF-Serie Euer Ehren (Produzent Thomas Hroch, Enkel des aus Ternitz stammenden Filmproduzenten Karl Spiehs[21]) jene Szenen, die im am Oberlandesgericht Innsbruck spielen, im Stadtzentrum der Stadtgemeinde Ternitz.[22]
- Ebenfalls 2021 wurde für die ORF/Netflix-Serie Totenfrau (Produzent Thomas Hroch) basierend auf dem gleichnamigen Roman von Bernhard Aichner mit Anna Maria Mühe in der Hauptrolle im Stadtzentrum gedreht. In dieser Serie wurde Räume im Rathaus zu einer Polizeistation.[23]

## Regelmäßige Veranstaltungen

### Mailüfterl-Blasen
In Ternitz wird der Brauch des Maiblasens begangen. In der Nacht auf den 1. Mai wird von einer Bläsergruppe das Lied „Mailüfterl“ dargebracht.

### Peterskirtag
Jedes Jahr zu Peter und Paul am 29. Juni und dem darauf folgenden Sonntag wird in Dunkelstein am Petersberg nahe der Peterskirche ein Kirtag abgehalten. Der Peterskirtag hat eine jahrhundertelange Tradition. Bereits 1632 sollen die Dunkelsteiner Kirchweihfeste zu Ehren des Heiligen Peter gegeben haben. Nachweislich wurde 1751 ein Viehmarkt rund um die Peterskirche abgehalten, wobei bereits Standgeld eingehoben wurde. 1854 wurde die Szenerie des Kirtages von Anton Schirnhofer, einem Schüler des österreichischen Malers Ferdinand Georg Waldmüller, in einer Bleistiftskizze festgehalten.

## Wirtschaft

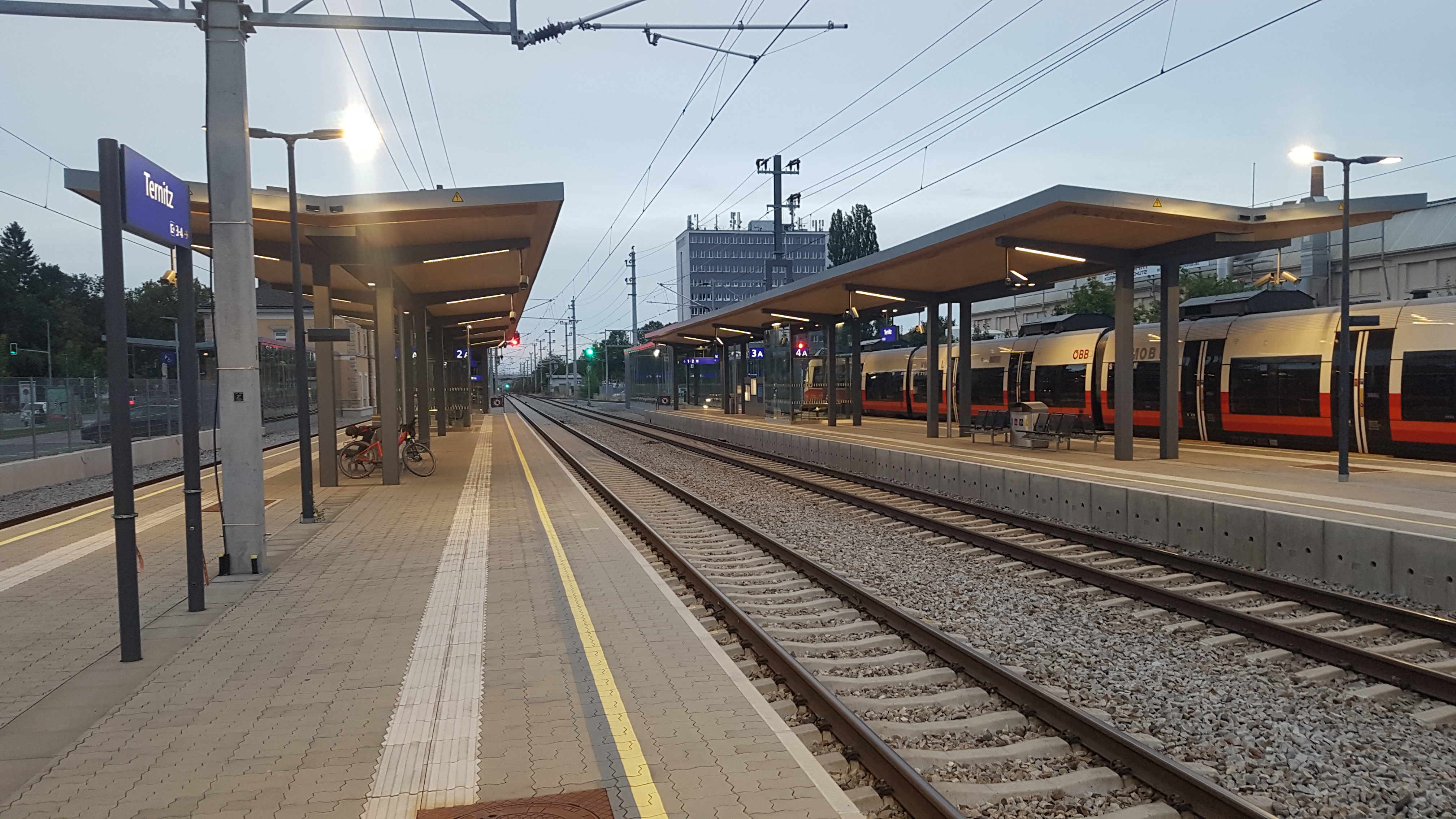
Bahnsteige Bahnhof Ternitz

Im Jahr 2001 gab es 484 nichtlandwirtschaftliche Arbeitsstätten und 168 land- und forstwirtschaftliche Betriebe nach der Erhebung 1999. Es gab 6383 Erwerbstätige am Wohnort bei der Volkszählung 2001. Die Erwerbsquote lag 2001 bei 43,19 %.
Zu den größten Arbeitgebern in Ternitz zählen die Nachfolgeunternehmen der Schoeller-Bleckmann Stahlwerke wie die börsennotierte Schoeller-Bleckmann Oilfield (SBO) mit 435 Mitarbeiter am Standort Ternitz (Stand: 31. Dezember 2013) sowie die Schoeller-Bleckmann Edelstahlrohr GmbH (SBER) mit 584 Mitarbeitern. 1986 wurde Amada Austria GmbH zur Produktion von Sägebändern und Abkantwerkzeugen in Ternitz gegründet.
Am 21. April 2006 wurde die Stadtmarketing-Ternitz GmbH zur Belebung der Ternitzer Wirtschaft gegründet. Gesellschafter sind die Stadt Ternitz mit 60 Prozent Anteil, sowie die Sparkasse Neunkirchen, Raiffeisenbank Neunkirchen Schwarzatal-Mitte, Schoeller Bleckmann Nitec und Schoeller Bleckmann Edelstahlrohr GmbH mit je zehn Prozent Anteil. Geschäftsführerin war ab 1. April 2014 Irene Reiterer, welche diese Funktion von Marion Handler übernahm.
2018 wurde Gernot Zottl Geschäftsführer. Mit April 2023 übernahm Kristin Stocker die Funktion als Geschäftsführerin der Stadtmarketing-Ternitz GmbH.

## Verkehr
Ternitz ist gut an wichtige Verkehrsrouten angeschlossen. Ternitz liegt an der Wiener Neustädter Straße B 17 und an der Puchberger Straße B 26. Auch von der Semmering Schnellstraße S 6 Abfahrt Neunkirchen ist die Gemeinde schnell erreichbar.
Ternitz liegt an der Südbahn und ist durch den Bahnhof Ternitz und die Haltestelle Pottschach an den Verkehr von Regionalzügen in Richtung Payerbach-Reichenau bzw. Richtung Wien Floridsdorf, Retz, Znojmo, Bernhardsthal und Břeclav angebunden.

## Bildung
- Kindergärten

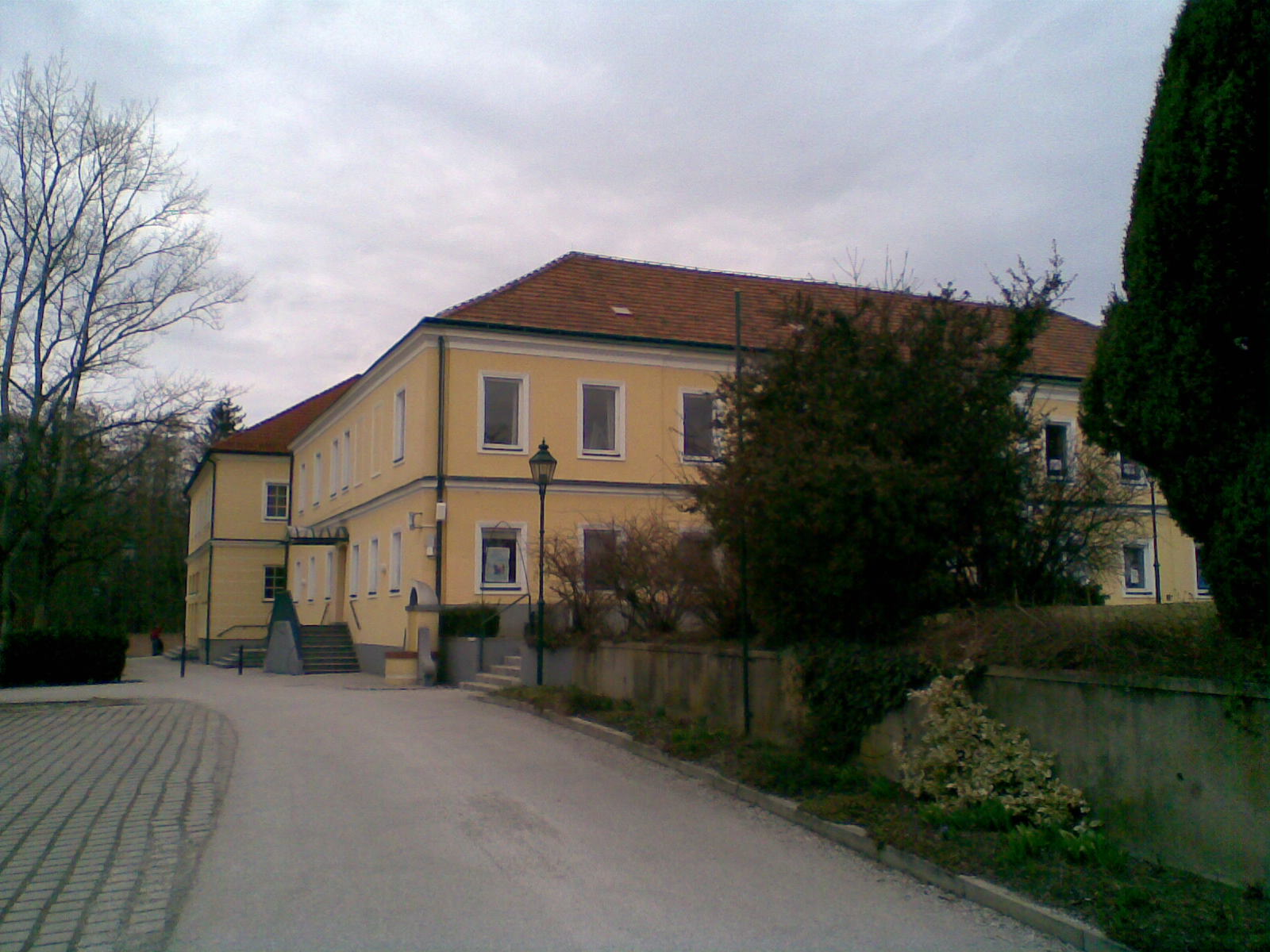
Herrenhaus Bildungszentrum

  - NÖ Landeskindergarten Ternitz-Stadtzentrum
  - NÖ Landeskindergarten Ternitz-Grundackergasse
  - NÖ Landeskindergarten Ternitz-Raglitz
  - NÖ Landeskindergarten Ternitz-Dunkelstein
  - NÖ Landeskindergarten Ternitz-Pottschach
  - NÖ Landeskindergarten Ternitz-Kirchengasse
  - NÖ Landeskindergarten Ternitz-Sonnwendgasse
- Volksschulen
  - Volksschule Ternitz I (Stapfgasse)
  - Volksschule Ternitz II (Dunkelstein)
  - Volksschule St. Lorenzen
  - Dr. Adolf Schärf Volksschule Pottschach
  - Volksschule Kreuzäckergasse
- Neue Mittelschulen
  - Neue Mittelschule Ternitz
  - Neue Mittelschule Pottschach
- Allgemein Bildende Höhere Schulen
  - BORG Ternitz
- Sonderschulen
  - Allgemeine Sonderschule / Sonderpädagogisches Zentrum Ternitz
- Polytechnische Schulen
  - Polytechnische Schule Ternitz
- Musikschulen
  - Regionalmusikschule Ternitz mit Außenstellen in den Volksschulen Stapfgasse, Pottschach, St. Lorenzen, Grafenbach, im Amtshaus Sieding und in der ehemaligen VS Penk
- Volkshochschulen
  - Volkshochschule Bildungszentrum Ternitz

## Persönlichkeiten

### Töchter und Söhne
- Johann Georg Hauer (1853–1905), Doktor der Philosophie und Mundart-Heimatdichter
- Karl Vikas (1875–1934), Landschaftsmaler
- Ernst Winkler (1886–1974), bekannt als Goldfüllfederkönig, Hochstapler
- Marie Hautmann (1888–1967), österreichische Politikerin (SPÖ)
- Alois Scheibenreif (1906–1975), österreichischer Politiker (ÖVP)
- Karl Spiehs (1931–2022), österreichischer Filmproduzent (Filmkomödien, Unterhaltungsfilme, Fernsehserien); 2001 erhielt er den Goldenen Ehrenring der Stadtgemeinde, 2011 wurde der Park vor dem Stadtkino in Prof. Karl Spiehs-Park bekannt, wo 2022 eine Büste enthüllt wurde.[32][33]
- Ferry Graf (1931–2017), finnischer Sänger und Vertreter Österreichs beim Grand Prix 1959
- Josef Spiess (1933–2012), österreichischer Politiker (ÖVP)
- Kurt Ingerl (1935–1999), österreichischer Bildhauer („Die geschnürte Frau“)
- Rudolf Taschner (* 1953), österreichischer Mathematiker
- Franz Pinkl (* 1956), österreichischer Bankmanager
- Robert Nedoma (* 1961), österreichischer skandinavistischer und germanistischer Mediävist
- Andreas Exner (* 1973), österreichischer Ökologe, Publizist und Gewerkschafter

### Personen mit Beziehung zur Stadt
- Wolfgang Schmeltzl (1500/05–1564), Komponist und Dichter, von 1554 bis 1564 Pfarrer im heutigen Stadtteil Sankt Lorenzen am Steinfeld
- Paul Kupelwieser (1843–1919), Generaldirektor der Eisen- und Stahlwerke
- Hans Czettel (1923–1980), Abgeordneter zum Nationalrat von 1953 bis 1969, Bundesminister des Innern von 1964 bis 1966 und stellvertretender Landeshauptmann von 1969 bis 1980
- Karl Waldbrunner (1906–1980), Leitender Ingenieur bei Schoeller-Bleckmann 1938–1945, Bundesminister für Verkehr und verstaatlichte Betriebe 1949 bis 1962
- Helga Philipp (1939–2002), österreichische Künstlerin, Gründerin des Kulturvereins Ternitz
- Hannelore Reiterer (* 1941), österreichische Politikerin (SPÖ)
- Helmut A. Gansterer (* 1946), österreichischer Journalist, Herausgeber und Autor
- Josef Trenk (1946–2016), österreichischer Politiker (FPÖ)
- Peter Marizzi (* 1947), österreichischer Politiker (SPÖ)
- Herbert Hirschler (* 1965), Autor von Liedtexten
- Michaela Polleres (* 1997), Judoka; im Oktober 2024 wurde die Michaela-Polleres-Arena im Bereich des Hans-Czettel-Platzes nach ihr benannt.[34][35]

### Ehrenbürger
- 2013: Robert Hammerstiel (1933–2020), österreichischer Maler und Grafiker[36]
- 2024: Rupert Dworak, Bürgermeister von 2004 bis 2024[37]